# Arfé
L'arfé, art del cafè o pintura de cafè és la tècnica de pintura que utilitza el pigment del cafè com a mitjà per a crear l'obra. El terme és un neologisme creat per l'artista puertorriqueny Francisco Rivera Rosa que li serví per descriure les seves pintures fetes a partir del cafè. La paraula prové de la combinació de les paraules en castellà art i café.
Altres artistes que pinten amb aquesta substància són Mira Chudasama, Amita Chudasama, Andrew Saur, Sarah Thomas i Angel Sarkela-Saur.